# Bazilika sv. Lovre u uvali Lovrečini kod Postira
Ranokršćanska bazilika sv. Lovre u uvali Lovrečini kod mjesta Postira, zaštićeno kulturno dobro.

## Opis dobra
Kod Postira je uvala Lovrečina. U njoj su zapadno od rimskog gospodarskog imanja visoki ostatci kasnoantičke crkve. Jednobrodna crkva s transeptom i polukružnom apsidom. U nizu pomoćnih prostorija na sjeveru je krstionica s krsnim zdencem križna oblika (podanka izdignuta iznad poda) i kamenim ciborijem (na četiri stupa s kapitelima i kamenim gredama). U apsidi je sačuvana križna konfesija pod oltarom, a krivulju apside prati klupa za kler. Pronađeni su ostaci fresaka i štukatura. Ističu se dobro sačuvani zidovi. Crkvena građevna je nastala u sklopu veće cjeline, vjerojatno samostana.
Ovdašnji nalazi ukazuju na razvijeno rimsko gospodarstvo. Po ovoj crkvi i samostanu uvala predstavlja i veliko starokršćansko nalazište.
Samostan je pripadao benediktincima. Spominje ga Povaljska listina iz 1184. godine. Čini se da je stradao za ranosrednjovjekovna pohoda Neretvana. Vicko Prodić je zabilježio da su Neretvani tad zapalili jedan veliki samostan u uvali Lovrečina, a ista sudbina zadesila je i mali samostan u Postirima koji je bogat mozaicima.
Toma Arhiđakon također je zabilježio stradanje ovdašnjeg samostana. U 13. stoljeću stradao je u ratu između Omišana i Splita te se nikada više nije obnovio. Dokaze o postojanju benediktinskog samostana prinio je brački kroničar Andrija Ciccarelli, opisavši Opatnju spilu na brdu Dučac, uređenu kao pustinjački stan, gdje su živjeli opati.
Kasnoantički kompleks zgrada je zadržao ulogu u kršćanskoj zajednici i nakon što je napušten. Danas ovamo hodočaste vjernici iz okolnih bračkih mjesta na blagdan sv. Lovre, 10. kolovoza.

## Zaštita
Pod oznakom Z-5173 zavedena je kao nepokretno kulturno dobro - arheologija, pravna statusa zaštićena kulturnog dobra, klasificirano kao "kopnena arheološka zona/nalazište".

## Vanjske poveznice
|  | Zajednički poslužitelj ima još gradiva o temi Bazilika sv. Lovre u uvali Lovrečini kod Postira |